# Kenza Fortas
Kenza Fortas, nacida el 26 de enero de 2001 en Bagnols-sur-Cèze (Gard) es una actriz francesa.

## Filmografía
- 2018 : Shéhérazade de Jean-Bernard Marlin : Shéhérazade
- 2019 : Une autre que moi de Marion Laine

## Reconocimiento
- Premios Lumières : Mejor Actriz Revelación por Shéhérazade, - Nominada
- Premios César : Mejor Actriz Revelación por Shéhérazade, - Ganadora